# ویل پاتون
ویل پاتون (به انگلیسی: Will Patton) (زاده ۱۴ ژوئن ۱۹۵۴) بازیگر آمریکایی است.
از فیلم‌های معروف او می‌توان به بازی در فیلم بهترین‌های بروکلین و همچنین تَلِه گذاری، مرد نوامبر، مجازاتگر، هیچ راهی وجود ندارد، مگان لیوی، اختراع ابوت‌ها، پیشگویی‌های مرد شاپرکی، ناامیدانه در جستجوی سوزان، میمون‌صفت، گریخت، دختر، روزی که مردم زود بیدار شدم، این دنیا، سپس آتش‌بازی، در سوپ، گاراژ خوب، نشانه‌های زندگی، گرفتن گرما، فرشته روشن و محدوده بیرونی اشاره کرد.